# Pabradės smiltpievės
Pabradės smiltpievės este o arie protejată (arie specială de conservare — SAC, sit de importanță comunitară — SCI, arie de protecție specială avifaunistică — SPA) din Lituania întinsă pe o suprafață de 409,81 ha, integral pe uscat.

## Localizare
Centrul sitului Pabradės smiltpievės este situat la coordonatele 55°02′47″N 25°48′24″E / 55.0464°N 25.8067°E.

## Înființare
Situl Pabradės smiltpievės a fost declarat arie de protecție specială avifaunistică în aprilie 2005 pentru a proteja 11 specii de animale. Alte tipuri de protecție:
- sit de importanță comunitară (în noiembrie 2006)
- arie specială de conservare (în ianuarie 2021)[1][3][4]

## Biodiversitate
Situată în ecoregiunea boreală, aria protejată conține 2 habitate naturale: Vegetație psamofilă uscată cu pășuni deschise de Corynephorus și Agrostis, Pajiști uscate europene.
La baza desemnării sitului se află mai multe specii protejate de  păsări (11): minunița (Aegolius funereus), fâsă-de-câmp (Anthus campestris), caprimulg (Caprimulgus europaeus), muscar (Ficedula parva), cocor (Grus grus), sfrâncioc roșiatic (Lanius collurio), ciocârlie de pădure (Lullula arborea), viespar (Pernis apivorus), ciocănitoare de munte (Picoides tridactylus), cresteț pestriț (Porzana porzana), cocoșul de mesteacăn (Tetrao tetrix tetrix).
Pe lângă speciile protejate, pe teritoriul sitului au mai fost identificate 1 specie de plante, 2 specii de nevertebrate.